# Sharif Mukhammad
Sharif Mukhammad (russisch Шариф Хамаюни Мухаммад Scharif Chamajuni Muchammad; * 21. März 1990 in Machatschkala, Russische SFSR, Sowjetunion) ist ein russisch-afghanischer Fußballspieler, der bei Maziya S&RC auf den Malediven unter Vertrag steht.

## Karriere

### Vereinskarriere
Mukhammad begann seine Karriere bei Dynamo Machatschkala in der viertklassigen III. Division Russlands. 2010 wechselte er zum Stadtrivalen Anschi Machatschkala, die in der Vorsaison in die höchste Spielklasse aufgestiegen waren. Er konnte sich jedoch nicht als Stammspieler durchsetzen und kam in vier Spielzeiten der Premjer-Liga nur zu 16 Einsätzen. Nach dem Abstieg Anschis in die 1. Division spielte er abwechselnd in der ersten und in der 2. Division spielenden zweiten Mannschaft. Sein zum 30. Juni 2015 auslaufender Vertrag wurde nicht verlängert. Nach knapp einem Jahr Vereinslosigkeit schloss er sich dem russischen Zweitligisten Spartak Naltschik an. Es folgten weitere Stationen bei AFC Eskilstuna, PSMS Medan und Karmiotissa Pano Polemidion. Seit 2020 steht er bei Maziya S&RC auf den Malediven unter Vertrag.

### Nationalmannschaft
Mukhammad, der sowohl afghanische als auch dagestanische Vorfahren hat, debütierte für die afghanische Nationalmannschaft am 3. September 2015 bei der 0:2-Niederlage gegen Thailand. Sein erstes Tor erzielte er am 23. März 2017 gegen Singapur (2:1).